# Rhinocypha heterostigma
Rhinocypha heterostigma är en trollsländeart som beskrevs av Jules Pièrre Rambur 1842. Rhinocypha heterostigma ingår i släktet Rhinocypha och familjen Chlorocyphidae. Inga underarter finns listade i Catalogue of Life.